# Base aérienne d'Akhtoubinsk
La base aérienne de Akhtoubinsk, est une base militaire russe située dans l'oblast d'Astrakhan, près de la ville de Akhtoubinsk.

## Historique
La base appartient au 929e Centre national d'essais en vol du ministère de la Défense, nommé en l'honneur du vice-président Chkalov. Il est utilisé pour les vols d’essai et d’entraînement des avions militaires. À 20 km de l'aérodrome se trouve le plus grand aérodrome de Russie — Groshevo (Vladimirovka).

Le 9 juin 2024, pendant la guerre d'invasion de l'Ukraine par la Russie,  l'Ukraine revendique la destruction d'un Su-57 russe sur la base,.